# ポセイドニオス

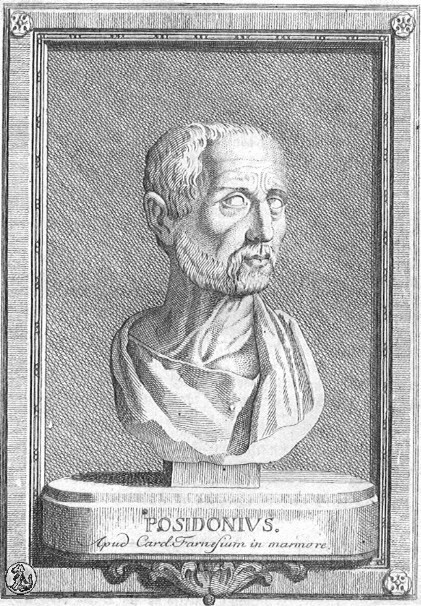
Posidonius

ポセイドニオス（Posidonius　または ロドスのポセイドニオス Poseidonios of Rhodes 、ギリシア語: Ποσειδώνιος ὁ Ρόδιος、アパメイアのポセイドニオス Poseidonios of Apameia (ὁ Απαμεύς）、紀元前135年頃  - 紀元前51年）は、ギリシャのストア派の哲学者、政治家、天文学者、地理学者、歴史家、教師である。その時代の最高の万能の知識人であった。膨大な著作をおこなったが現在はその断片しか伝わっていない。
ポセイドニオスは北シリアのローマ都市アパメアに生まれた。アテネでストア派の学者パナイティオスのもとで学んだ。紀元前95年にロドス島に移り、科学の研究で評判を得た。ロドス島では政治家として働き、紀元前87年から86年の間はガイウス・マリウスやルキウス・コルネリウス・スッラの時代のローマで大使を務めた。多くのギリシャ知識人とともに､混乱した世界を安定させる勢力としてローマに期待し、ローマの支配層とのつながりはポセイドニオスの政治的な立場だけでなく、科学の研究にも重要なものとなった。ローマの支援を得て、ローマ支配下の地域に旅行することが可能となった。
ロドスから何度か科学研究のための旅行を行い、旅行した場所にはギリシャ、イスパニア、イタリア、シシリー、ダルマチア、ガリア、リグーリア、北アフリカ、アラビアの東海岸が含まれる。イスパニアでは現在のカディスであるGadesで潮の干満を研究し、その原因が月の運動にあると考えた。
天文学の分野ではクレオメデスの著書にポセイドニオスの著作が引用されて伝わっている。ポセイドニオスは太陽が生命のもとであるという理論を進めた。太陽の距離と大きさを計り、太陽までの距離は地球の半径の9893倍と見積もった。実際の距離の半分以下であったがアリスタルコスらが求めた距離よりも、大きくより近いものであった。また月までの距離の測定も行った。
地理学の分野においては、エラトステネスによる地球の大きさの見積もりから約100年後に、同様の方法を用いてアレクサンドリア-ロドス島間の緯度差を測定し、7.5度という結果を得た。実際は5度14分程度で、ほぼ50%ほどの超過である。ロドス島はアレクサンドリアよりも若干西方にあるのだが、同じ子午線上にあるとみなし、船の速度と航海の期間から仮想的な子午線弧長を5,000スタディアと仮定した。
古代の単位であるスタディオンから現在の距離単位への換算は諸説があり非常に幅があるのだが、どれを採用しても実際の子午線長(585kmほど)を大きく上回る。
緯度差の推計と併せて、地球の全周長として240,000スタディアを得た。これは概ね満足すべき値である。
キケロによれば、ポセイドニオスは太陽や月や惑星の位置をしめす器具（現在アンティキティラ島の機械と呼ばれる装置か、その原型になったものと想像される）を組み立てたとされる。